# Museo archeologico di Terni
Il Museo archeologico di Terni raccoglie esclusivamente i reperti che erano di proprietà di Elia Rossi Passavanti, pluridecorato al valor militare e podestà di Terni nel 1928. Alla sua morte avvenuta nel 1985 ha lasciato il palazzo di Via Carrara e tutti i suoi reperti archeologici alla città di Terni e alla sua fondazione per la premiazione di operai e alunni meritevoli.
Tra i reperti vi sono la lapide della fondazione della città di Terni oggi al Caos e il Thyrus nei giardini di via XX Settembre. Tutte le opere oggi hanno un aspetto biancastro perché ripulite con l'acido dall'invecchiamento.
Con i reperti di Palazzo Carrara (luogo proprietà di Elia Rossi Passavanti e sede della ex biblioteca) hanno formato un secondo museo a Carsulae (dove già ne esisteva un altro).